# Cypholoron frigidum
Cypholoron frigidum là một loài thực vật có hoa trong họ Lan. Loài này được Dodson & Dressler mô tả khoa học đầu tiên năm 1972.